# Nachstieg

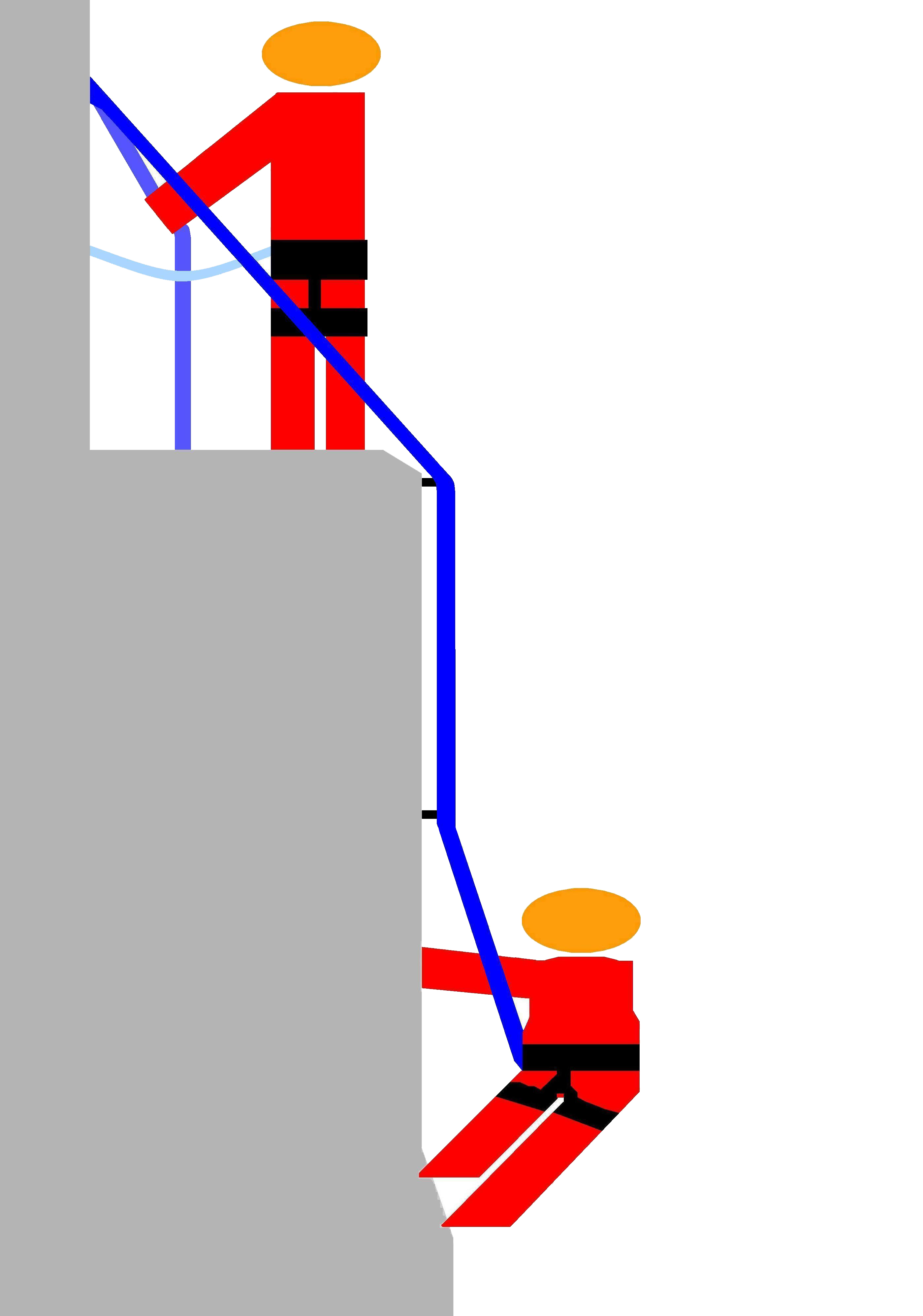
Schematische Darstellung des Nachstiegsichern

Der Nachstieg ist das Begehen einer Kletterroute mit Seilsicherung von oben, nachdem ein anderer Kletterer die Route bereits im Vorstieg durchstiegen hat und das so gelegte Seil zur Sicherung nutzt. Die Sicherung des Nachsteigers erfolgt von einem eingerichteten Standplatz oder vom Boden aus. Nachgestiegen wird vor allem in Mehrseillängenrouten; zum Teil aber auch in überhängenden Routen in Kletterhallen.
In der Regel hat der Nachsteiger im Vergleich zum Vorsteiger ein geringeres Risiko, da das Sicherungsseil von oben kommt und vom Sichernden straff geführt werden kann und er somit im Falle eines Sturzes unmittelbar im Seil hängt. Schlappseil und bei größeren Seillängen die unvermeidbare Seildehnung bedingen in geneigten Routen oder bei Aufschlaggefahr auf Absätzen ein gewisses Sturzrisiko auch für den Nachsteiger. In Quergängen und beim Abklettern kann das Risiko eines Pendelsturzes dem des Vorsteigers vergleichbar oder sogar größer sein, wenn hinter einer schwierigen Kletterstelle auf längerer Strecke keine Zwischensicherung folgt. Weist eine Seillänge für Vor- und Nachsteiger zwingend abzukletternde Stellen auf, ist im Vergleich zum Aufstieg, das Risiko für Nachsteiger größer als das Risiko für den Vorsteiger.
Zu unterscheiden ist der Nachstieg vom Toprope, bei dem das Seil zwar auch von oben zum Kletterer läuft, der Kletterer keine (oder nur wenige) Zwischensicherungen aushängen muss. Toprope und Nachstieg werden umgangssprachlich oft nicht klar unterschieden.